# Anita Straker
Anita Straker es una pedagoga británica. Después de haber sido profesora de matemáticas, ha sido inspectora de escuela. Trabajando en el Departamento de la Educación, ha sido pionera en el desarrollo de la informática en el medio escolar.
En los años 1980, ella concibe los videojuegos educativos Martello Tower y Merlin's Castle para la BBC Micro. En los años 1990, crea la estrategia numérica nacional (National Numeracy Strategy) para la enseñanza precoz de las matemáticas en las escuelas.
Forma parte del Order of the Bath y es oficial de la Orden del Imperio británico. Ha escrito varios manuales de matemáticas.